# المپیک زمستانی ۱۹۳۲
بازی‌های المپیک زمستانی ۱۹۳۲ (به انگلیسی: III Olympic Winter Games) در شهر لیک پلاسید در کشور آمریکا از ۴ تا ۱۵ فوریه ۱۹۳۲ برگزار شد.
در این دوره از بازی‌ها آمریکا با ۶ طلا، ۴ نقره و ۲ برنز مقام اول این رقابت‌ها را به دست آورد. کانادا با ۴ طلا، ۴ نقره و ۷ برنز مقام دوم را کسب کرد و تیم نروژ با ۳ طلا، ۴ نقره و ۳ برنز به مفام سوم رسید است. تیم ایران در این دوره از بازی‌ها حضور نداشته است.

## ورزش‌ها
- بابسلد (۲) (جزئیات)
- هاکی روی یخ (۱) (جزئیات)
- اسکیت روی یخ
  -  اسکیت نمایشی (۳) (جزئیات) 
  -  اسکیت سرعت (۴) (جزئیات)
- اسکی نوردیک  (جزئیات) 
  -  اسکی صحرانوردی (۲) (جزئیات) 
  -  نوردیک ترکیبی (۱) (جزئیات) 
  -  اسکی پرش (۱) (جزئیات)

## کشورهای شرکت‌کننده
- اتریش (۷)
- بلژیک (۵)
- کانادا (۴۲)
- چکسلواکی (۶)
- فنلاند (۷)
- فرانسه (۸)
- آلمان (۲۰)
- بریتانیای کبیر (۴)
- مجارستان (۴)
- ایتالیا (۱۲)
- ژاپن (۱۶)
- نروژ (۱۹)
- لهستان (۱۵)
- رومانی (۴)
- سوئد (۱۲)
- سوئیس (۷)
- ایالات متحده آمریکا (۶۴) (میزبان)

## جدول مدال‌ها

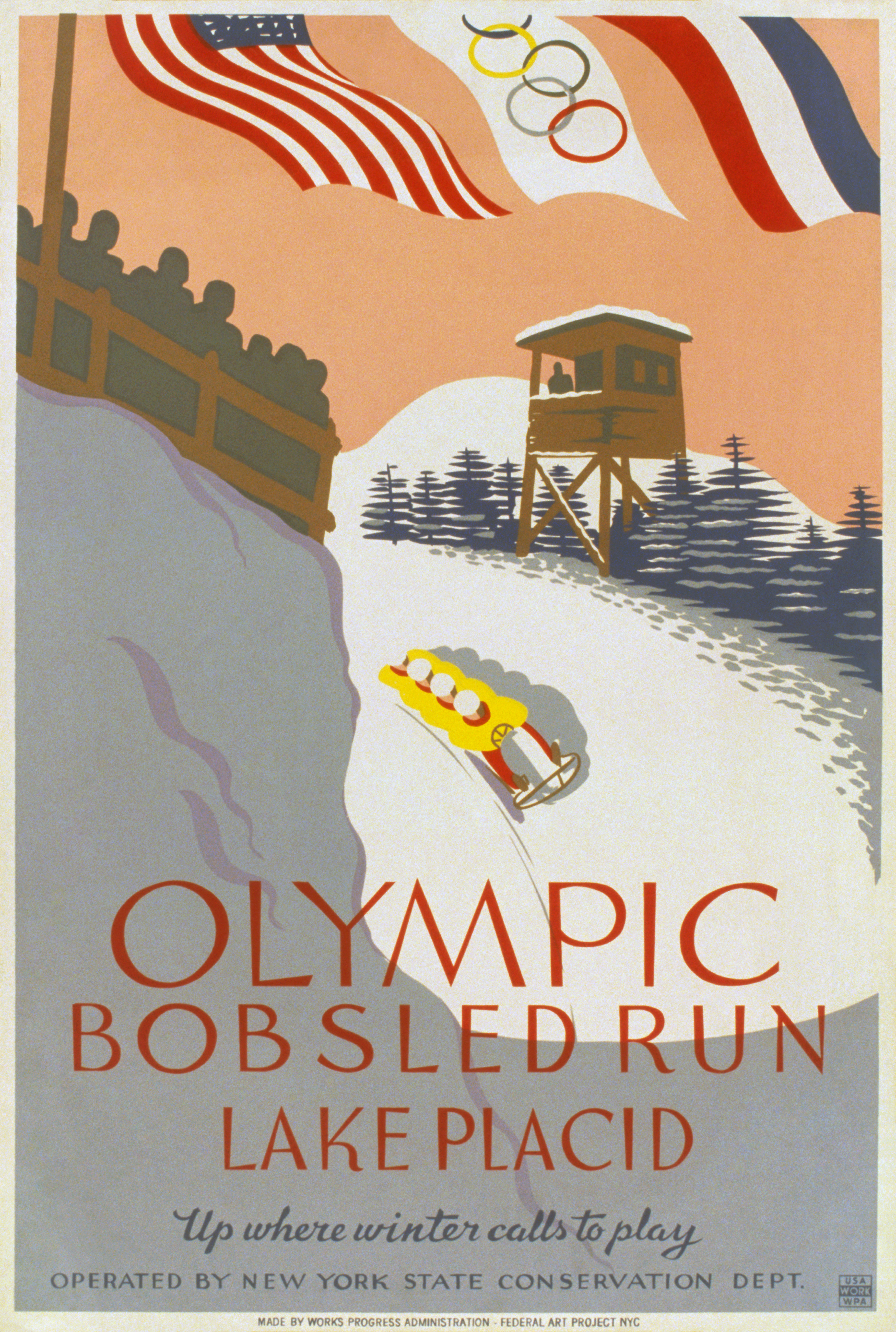
پوستر المپیک زمستانی ۱۹۳۲

| رتبه            | کشور                 | طلا | نقره | برنز | مجموع |
| --------------- | -------------------- | --- | ---- | ---- | ----- |
| ۱               | ایالات متحده آمریکا* | ۶   | ۴    | ۲    | ۱۲    |
| ۲               | نروژ                 | ۳   | ۴    | ۳    | ۱۰    |
| ۳               | سوئد                 | ۱   | ۲    | ۰    | ۳     |
| ۴               | کانادا               | ۱   | ۱    | ۵    | ۷     |
| ۵               | فنلاند               | ۱   | ۱    | ۱    | ۳     |
| ۶               | اتریش                | ۱   | ۱    | ۰    | ۲     |
| ۷               | فرانسه               | ۱   | ۰    | ۰    | ۱     |
| ۸               | سوئیس                | ۰   | ۱    | ۰    | ۱     |
| ۹               | آلمان                | ۰   | ۰    | ۲    | ۲     |
| ۱۰              | مجارستان             | ۰   | ۰    | ۱    | ۱     |
| مجموع (۱۰ کشور) | مجموع (۱۰ کشور)      | ۱۴  | ۱۴   | ۱۴   | ۴۲    |